# EMIX
EMIX – rodzina komputerów zgodnych z IBM PC, oferowanych w drugiej połowie lat osiemdziesiątych przez przedsiębiorstwo zagraniczne EMIX.

## Modele
Oferowano następujące modele:
- EMIX 86 XT Turbo
- EMIX 86 XT Super Turbo
- EMIX 286 AT
- EMIX 220 (terminal)

## EMIX 86 XT Turbo
Dane techniczne:
- pamięć RAM : 640 kB
- zegar: 4,77 MHz, turbo 8 MHz
- FDD: 2 × 5,25” 360 kB
- HDD: 20 MB
- złącza: RS 232C, joysticka
- monitor: mono, grafika 720 × 348
- klawiatura: 101 klawiszy

## Dodatkowe elementy wyposażenia
EMIX oferowało dodatkowe elementy wyposażenia dla systemów komputerowych:
- kolorowa karta graficzna i monitor
- karta I/O PLUS 2
- interfejsy pomiarowe IEC 625, HPIB, IEEE 488
- karta drukarki i czytnika taśmy papierowej
- karta transmisji BSC, 1200/300
- karta sterowania pamięcią taśmową PT-305

Ta ostatnia karta oferowana była wraz ze specjalnym oprogramowaniem. Całość umożliwiała wymianę i konwersję danych z dużymi systemami komputerowymi takimi jak MERA 9150, ODRA 1305. W ofercie była także budowa sieci lokalnej EmNet.

## Terminal EMIX 220
Terminal ten był odpowiednikiem terminala VT 200 i współpracował m.in. z takimi systemami jak:
- klasy IBM PC XT/ AT
- SM-3, SM-4, SM-5
- PDP-11
- MERA 400